# Glen Salmon
Glen George Salmon (Harare, Zimbabue, 24 de diciembre de 1977), futbolista zimbabuense, naturalizado sudafricano. Juega de delantero y su actual equipo es el Supersport United de la Premier Soccer League de Sudáfrica.

## Selección nacional
Ha sido internacional con la Selección de fútbol de Sudáfrica, ha jugado 2 partidos internacionales.

### Participaciones Internacionales
| Torneo                            | Sede          | Resultado |
| --------------------------------- | ------------- | --------- |
| Copa Africana de Naciones de 2000 | Ghana Nigeria | Semifinal |

## Clubes
| Club              | País         | Año       |
| ----------------- | ------------ | --------- |
| Supersport United | Sudáfrica    | 1997-1999 |
| NAC Breda         | Países Bajos | 1999-2002 |
| FC Groningen      | Países Bajos | 2002-2007 |
| NAC Breda         | Países Bajos | 2007      |
| PAOK Salónica FC  | Grecia       | 2007-2008 |
| Supersport United | Sudáfrica    | 2008-     |